# George Rodger
George Rodger (* 19. März 1908 in Hale, Cheshire; † 24. Juli 1995 in Smarden, Kent) war ein britischer Fotograf.

## Leben
Er fuhr 1926 bis 1929 als Matrose zur See und brachte sich die Fotografie selbst bei.
Zwischen 1936 und 1938 arbeitete er für die BBC und für die Agentur Black Star. In den Jahren 1939 bis 1945 war er für Life als Kriegsberichterstatter in vielen Ländern unterwegs, darunter in Westafrika, der Sahara, Indien und Italien.
Am 15. April 1945 betrat er als einer der ersten Fotografen das KZ Bergen-Belsen, was für ihn zu einem traumatischen Erlebnis wurde. Daraufhin beschloss er, nicht mehr als Kriegsfotograf zu arbeiten. Er machte eine 45.000 km lange Reise durch Afrika, auf der Suche nach der Ursprünglichkeit des Lebens. 1948 bis 1950 lebte er eine Zeit lang in den Nuba-Bergen bei den Nuba und dokumentierte ihre Lebensweise.
1947 gründete er zusammen mit Robert Capa, Henri Cartier-Bresson und David Seymour die Fotoagentur Magnum Photos.
1959 ließ Rodger sich in England nieder und unternahm von dort aus viele weitere Reisen nach Afrika, teils im Auftrag der Standard Oil Company und von Esso. Er machte Reportagen für National Geographic, Life, London Illustrated und den Stern.
Eine Reportage in National Geographic im Februar 1951 weckte das Interesse von Leni Riefenstahl. Die deutsche Fotografin und Filmerin bot Rodger 1000 Dollar, wenn er sie bei den Nubas einführen würde. Angesichts der Propaganda Riefenstahls für das NS-Regime antwortete Rodger: „In Kenntnis Ihres Hintergrunds und des meinigen haben wir uns – denke ich – nichts zu sagen.“
George Rodger war Vater des Filmemachers Peter Rodger sowie Großvater von Elliot Rodger, Attentäter beim Amoklauf von Isla Vista in Santa Barbara.

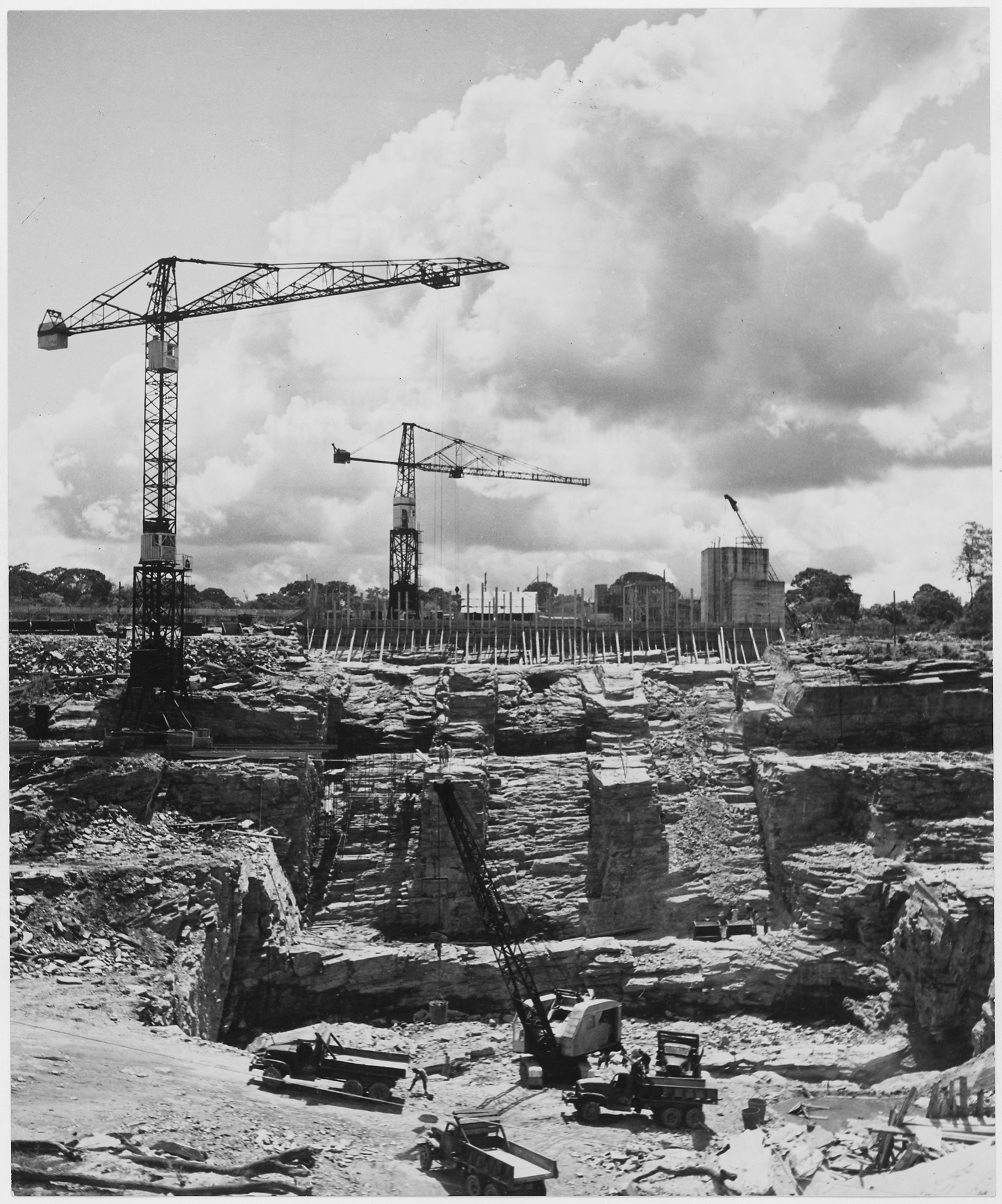
Kamerun, ca. 1950
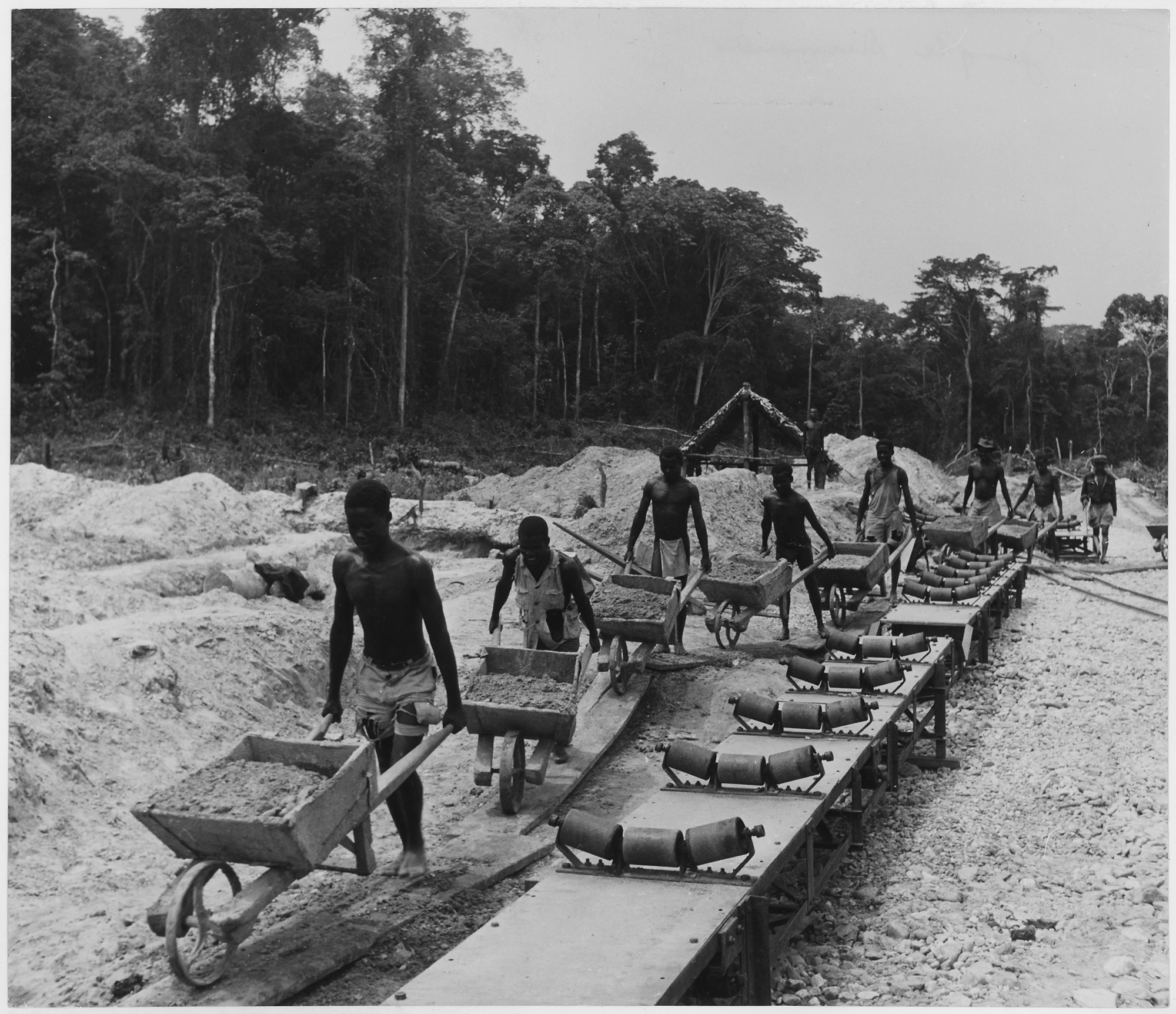
Französisch-Äquatorialafrika, ca. 1950
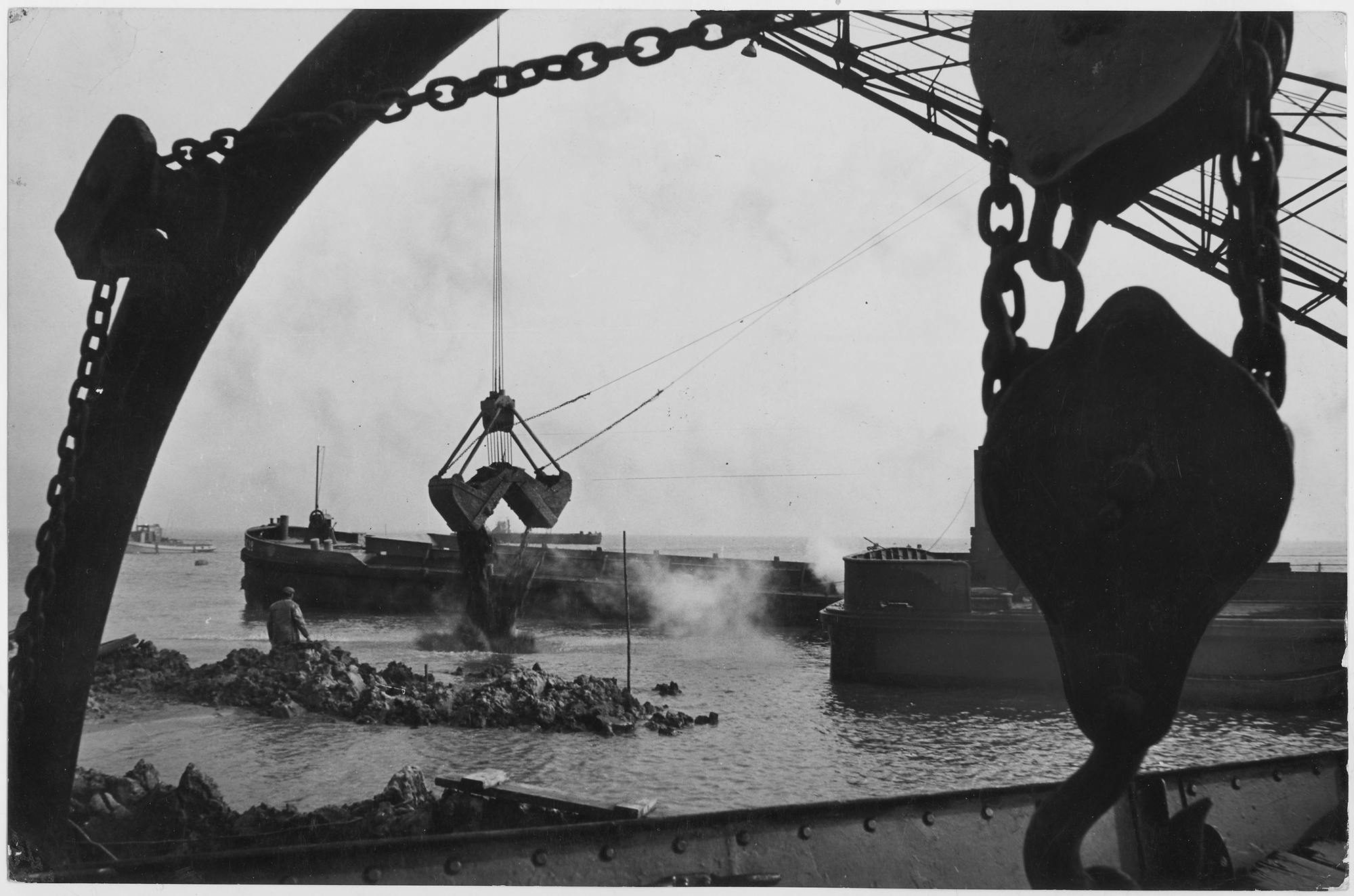
Flevoland, ca. 1950
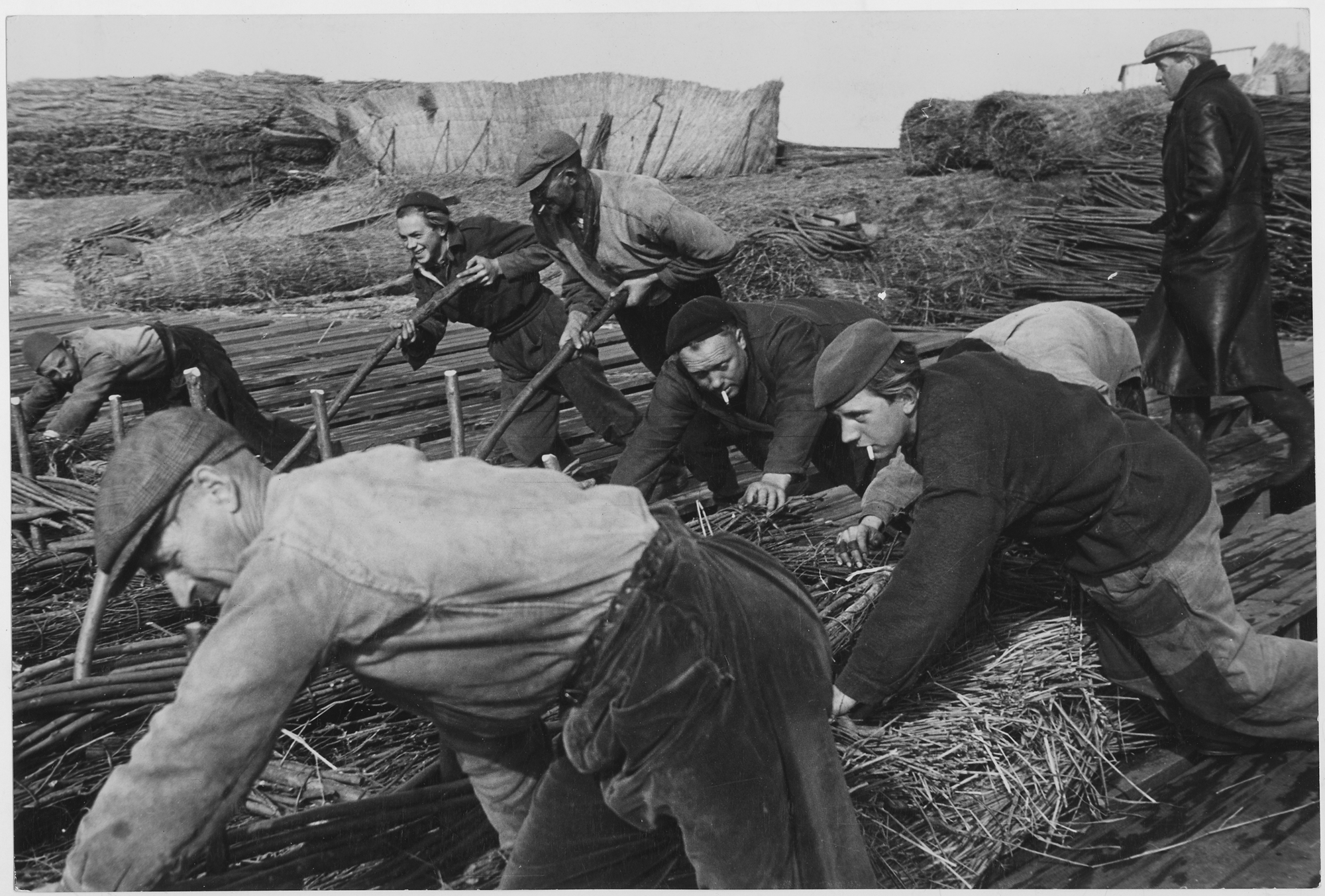
Flevoland, ca. 1950

## Publikationen
- 1943: Red Moon Rising, The Cresset Press.
- 1944: Desert Journey, The Cresset Press.
- 1955: Village des Noubas.
  - 2017: Nuba & Latuka. The Colour Photographs. Prestel, München, ISBN 978-3-7913-8322-4.
- 1957: Le Sahara.
- 1994: George Rodger: Humanity and Inhumanity.
- 2009: George Rodger. Unterwegs 1940–1949, Hatje Cantz, Ostfildern.